# Kirchroth

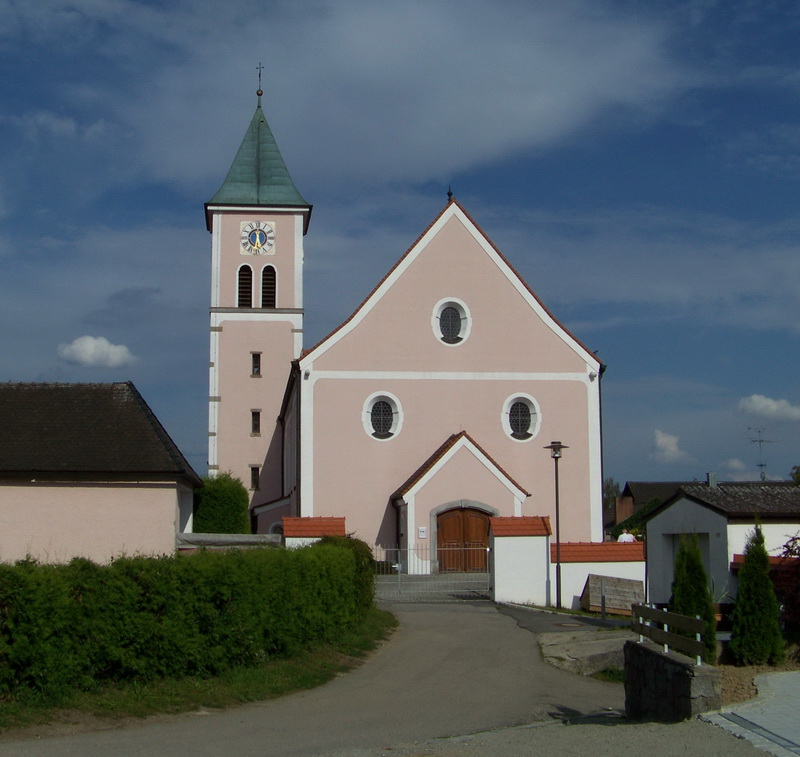
Die Pfarrkirche St. Vitus

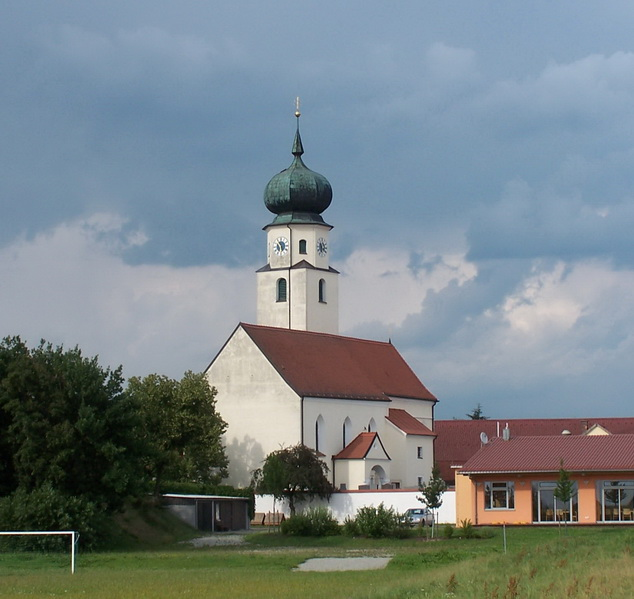
Die Wallfahrtskirche St. Gangolf in Kößnach

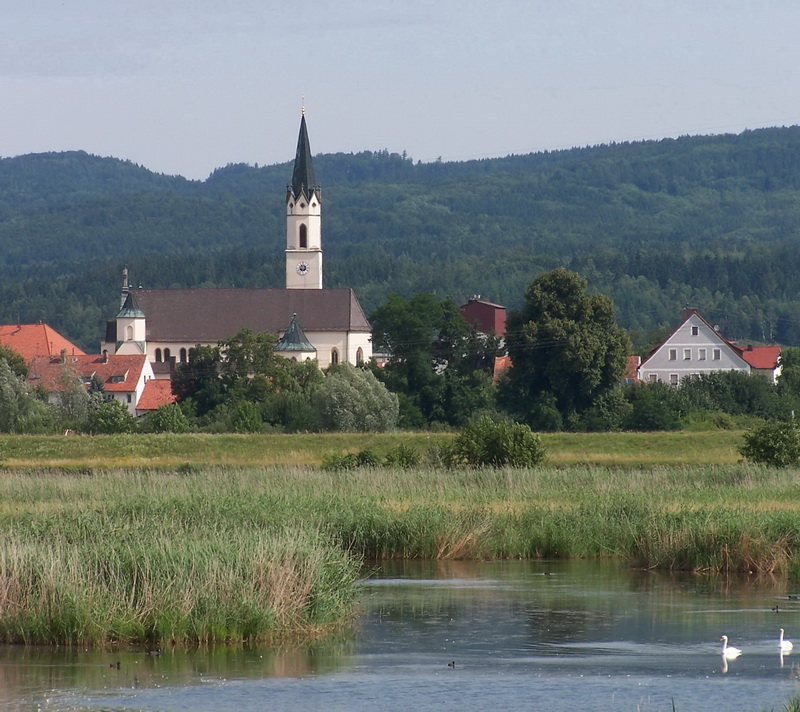
Kath. Pfarrkirche Mariä Himmelfahrt in Pondorf

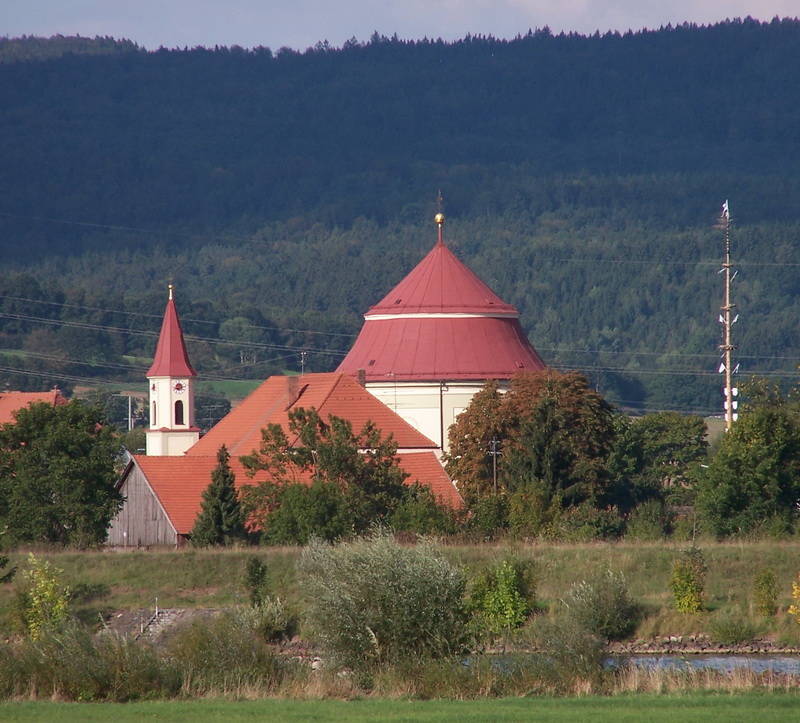
Kath. Wallfahrtskirche Hl. Blut in Niederachdorf

Kirchroth ist eine Gemeinde im niederbayerischen Landkreis Straubing-Bogen.

## Geographie

### Geographische Lage
Die Gemeinde liegt in der Planungsregion Donau-Wald zwischen Regensburg und Deggendorf.
Ausläufer des Bayerischen Waldes befinden sich im Gemeindegebiet.
Die Tour de Barock, ein sehr beliebter Radwanderweg entlang der Donau, führt hindurch.

### Gemeindegliederung
Es gibt 25 Gemeindeteile (in Klammern ist der Siedlungstyp angegeben):
- Aufroth (Dorf)
- Bachhof (Weiler)
- Breimbachmühle (Einöde)
- Eichlberg (Einöde)
- Kiefelmauth (Einöde)
- Kirchroth (Pfarrdorf)
- Kößnach (Kirchdorf)
- Krumbach (Dorf)
- Leiten (Weiler)
- Neudau (Einöde)
- Neumühl (Einöde)
- Neuroth (Dorf)
- Niederachdorf (Kirchdorf)
- Obermiethnach (Dorf)
- Oberzeitldorn (Dorf)
- Pichsee (Einöde)
- Pillnach (Dorf)
- Pittrich (Dorf)
- Pondorf (Pfarrdorf)
- Roith (Dorf)
- Stadldorf (Weiler)
- Thalstetten (Dorf)
- Untermiethnach (Dorf)
- Wasenhof (Einöde)
- Weiher (Weiler)

Gemarkungen sind Kirchroth, Kößnach, Niederachdorf, Obermiethnach, Oberzeitldorn, Pillnach, Pittrich, Pondorf und Stadldorf.

### Nachbargemeinden
Stadt Wörth a.d.Donau, Wiesenfelden, Steinach, Parkstetten, Stadt Straubing, Aholfing

## Geschichte

### Bis zur Gemeindegründung
Bereits im 11. Jahrhundert werden die Herren von Kirchroth als Ministerialen der Grafen von Bogen genannt. Kirchroth war lange Bestandteil der zum Hochstift Regensburg zählenden Reichsherrschaft Wörth. Die Hofmark Kirchroth befand sich dabei von 1530 bis 1810 im Besitz des Regensburger Domkapitels und hatte damit eine Sonderstellung innerhalb der Reichsherrschaft Wörth. 1803 fiel Kirchroth mit dem Hochstift als Fürstentum Regensburg an den Reichserzkanzler von Dalberg und kam 1810 zu Bayern.
Im Zuge der Verwaltungsreformen in Bayern entstand mit dem Gemeindeedikt von 1818 die Gemeinde mit den Teilorten Hundsschweif und Thalstetten.
Sie gehörte ab 1862 dem Bezirksamt bzw. Landkreis Regensburg an und wurde 1946 in den Landkreis Straubing eingegliedert.

### Eingemeindungen
Im Rahmen der Gemeindegebietsreform entstand am 1. Mai 1978 die Einheitsgemeinde Kirchroth aus Gemeinden
- Kirchroth (825 Einwohner)
- Kößnach (550 Einwohner)
- Oberzeitldorn (537 Einwohner)
- Obermiethnach (96 Einwohner)
- Pillnach (328 Einwohner)
- Pondorf (150 Einwohner)
- Niederachdorf (1547 Einwohner, einschl. des 1830 eingemeindeten Stadldorf)

sowie aus den Gemeindeteilen
- Aufroth,
- Neumühl und
- Neuroth (zusammen 242 Einwohner),

die aus der Gemeinde Saulburg umgegliedert und der Gemarkung Kirchroth zugeschlagen wurden.
Anmerkung: (Einwohnerstand: 31. Dezember 2016)

### Einwohnerentwicklung
Im Zeitraum 1988 bis 2018 wuchs die Gemeinde von 3172 auf 3762 um 590 Einwohner bzw. um 18,6 %.
- 1961: 2420 Einwohner
- 1970: 2608 Einwohner
- 1987: 3104 Einwohner[9]
- 1991: 3338 Einwohner
- 1995: 3479 Einwohner
- 2000: 3582 Einwohner
- 2005: 3690 Einwohner
- 2010: 3726 Einwohner
- 2015: 3660 Einwohner
- 2016: 3691 Einwohner
- 2017: 3733 Einwohner

### Gemeindeteile

#### Frühere Verwaltungszugehörigkeit
Während Kirchroth Bestandteil der zum Hochstift Regensburg zählenden Reichsherrschaft Wörth war, gehörten die heutigen Gemeindeteile Kößnach, Pittrich, Bachhof, Neudau, Pichsee, Thalstetten, Aufroth, Neuroth und Neumühl alle zum kurbayerischen Landgericht Mitterfels.

#### Kößnach
Nach dem Zweiten Weltkrieg ordnete die amerikanische Militärregierung am 1. August 1945 die Eingliederung der Gemeinde Kirchroth in die Gemeinde Kößnach an, verbunden mit der Umgliederung der Gemeinde vom Regierungsbezirk Oberpfalz nach Niederbayern. Am 1. Januar 1946 wurde die Gemeinde Kirchroth wieder selbständig, verblieb aber im Regierungsbezirk Niederbayern. Die Ortschaft Thalstetten, vorher Gemeinde Kößnach, verblieb bei der Gemeinde Kirchroth, wofür sich auch deren Bewohner in einer Abstimmung ausgesprochen hatten.

#### Ehemaliges Gut Kiefelmauth
Das Gut Kiefelmauth gehörte einst zum Mittergebiet Wörth an der Donau und lag etwa eineinhalb Kilometer flussaufwärts der Donau bei Niederachdorf. Seine Entstehung geht auf einen Streit zwischen den Bischöfen Konrad von Regensburg und Wolfker von Passau zurück. Etwa um 1200 legte Bischof Konrad eine Salzzollstelle an, um alle donauaufwärts fahrenden Schiffe und vor allem die seines Mitbruders mit Zoll zu belegen. Nachdem der Passauer Bischof alle Häute, die donauabwärts transportiert wurden ebenfalls mit Zoll belegte, einigte man sich am 29. Mai 1201 und beendete diesen Streit. Die Fahrfreiheit war wieder gegeben. Die Regensburger legten etwas später allerdings an wahrscheinlich gleicher Stelle wieder eine Zollstelle an. Kiefelmauth gehörte seit 1818 zur Gemeinde Niederachdorf.
Das landwirtschaftliche Gut wurde im Zuge des Donauausbaus 1982 an den Flurbereinigungsverband verkauft und 1985 bis auf die ehemalige Hofkapelle und das Fährhäuschen abgebrochen. Sie sind Zeitzeugen einer über 800-jährigen Geschichte.

## Politik

### Gemeinderat und Bürgermeister
Der Gemeinderat besteht aus 16 Gemeinderatsmitgliedern und dem Ersten Bürgermeister.
Auf die CSU fallen seit der Kommunalwahl 2020 6 Sitze, die Freien Wähler Kirchroth 6 Sitze, die Obermiethnacher List'n 2 Sitze, die Freien Wähler Aufroth 1 Sitz und die Offene Liste Pillnach 1 Sitz.
Seit 1. Mai 2020 ist Matthias Fischer (FW) erster Bürgermeister, zweiter Bürgermeister ist Alfons Eiglsperger (FW), dritter Bürgermeister ist Ludwig Bast (CSU).

### 1. Bürgermeister
1978–2008: Karl Wanninger (CSU)
2008–2020: Josef Wallner (CSU)
2020–dato: Matthias Fischer (FW)

### Wappen
| Wappen Gde. Kirchroth | Blasonierung: „Durch eine eingeschweifte silberne Spitze, darin ein rotes Tatzenkreuz, gespalten von Blau und Rot, vorne ein linker silberner Schrägwellenbalken, hinten ein silberner Schrägbalken.“ |
| Wappen Gde. Kirchroth | Wappenbegründung: Geschichtlich ist das Gemeindegebiet Kirchroth vor allem durch das Hochstift und das Domkapitel von Regensburg geprägt worden. Die Hofmark Kirchroth hatte innerhalb der hochstiftischen Reichsherrschaft eine Sonderstellung, da sie von 1530 bis 1810 im Besitz des Regensburger Domkapitels war. Die Gemeindeteile Kößnach, Pittrich, Bachhof, Neudau, Pichsee, Thalstetten, Aufroth, Neuroth und Neumühl gehörten jedoch zum kurbayerischen Landgericht Mitterfels. Um diese historischen Beziehungen zu verdeutlichen, wurde das Wappen des Hochstifts Regensburg (in Rot ein silberner Schrägbalken), sowie die Farben des Herzogtums Bayern (Silber-Blau) in das Gemeindewappen übernommen. Die Farben Silber-Blau oder Weiß-Blau kann man auch noch anders sehen und zwar als die der Schutzpatronin unseres Bayernlandes, der lieben Muttergottes vom Bogenberg. Die Hauptfigur, das rote Tatzenkreuz, soll einerseits als „redendes“ Symbol für den Ortsnamen Kirchroth stehen, andererseits auf die zwei Wallfahrten in Kößnach (St. Gangolf) und Niederachdorf (Wallfahrt zum „Heiligblut“) hinweisen, von denen die letzte noch heute regionale Bedeutung hat. Dieses Wappen wird seit 1981 geführt. |

## Kultur und Sehenswürdigkeiten

### Kirchen

#### Katholische Pfarrei Kirchroth
- Pfarrkirche St. Vitus in Kirchroth
- Wallfahrtskirche St. Gangolf in der Expositur Kößnach

#### Katholische Pfarrei Pondorf
- Pfarrkirche Mariä Himmelfahrt in Pondorf an der Donau.
- Wallfahrtskirche Hl. Blut in Niederachdorf
- In den Orten Pillnach, Obermiethnach, Krumbach, Oberzeitldorn und Weiher befinden sich noch weitere Nebenkirchen.
- Die Pfarrei Pondorf geht über die Grenzen des Gemeindebereichs von Kirchroth hinaus und beheimatet in den angrenzenden Gemeinden Wörth/Donau und Wiesenfelden auch Filialkirchen. Mariä Schnee in Saulburg und St. Michael in Hofdorf sind davon die Expositurkirchen.

- Die beiden Pfarreien gehören zum Dekanat Straubing-Bogen und zum Bistum Regensburg.

## Wirtschaft und Infrastruktur

### Wirtschaft einschließlich Land- und Forstwirtschaft
1998 gab es nach der amtlichen Statistik im produzierenden Gewerbe 177 (1998 195) und im Bereich Handel und Verkehr 141 sozialversicherungspflichtig Beschäftigten am Arbeitsort. In sonstigen Wirtschaftsbereichen lag dieser Wert bei 168  Personen (1998 119). Sozialversicherungspflichtig Beschäftigte am Wohnort gab es im Jahr 2017 1694 Personen (1998 1248). Im Jahr 2016 gab es im verarbeitenden Gewerbe keine, im Bauhauptgewerbe fünf Betriebe (unverändert zu 1999).
Es bestanden im Jahr 1999 122 landwirtschaftliche Betriebe mit einer landwirtschaftlich genutzten Fläche von 2173 ha, davon waren 1806 ha Ackerfläche und 364 ha Dauergrünfläche.  Im Jahr 2016 bestanden nur noch 76 Betriebe, die landwirtschaftlich genutzte Fläche betrug 1913 ha.

### Verkehr
An der Bundesautobahn A 3 (Kirchroth hat eine Autobahnausfahrt; Entfernung nach Regensburg 35 km, nach Deggendorf 38 km).
An den Staatsstraßen 2148/2125 (= Autobahnzubringer von Straubing Zentrum/Westtangente Straubing zur Anschlussstelle Kirchroth, Entfernung nach Straubing: neun Kilometer).
An der Staatsstraße 2125 Richtung Wörth a. d. Donau (Entfernung nach Wörth 13 km).
Ehemalige Donaufähren
Flussabwärts, linksseits der Donau zwischen Wörth und Straubing, gab es früher drei Fähren auf dem heutigen Gemeindegebiet.
- Donaufähre zwischen Pittrich und Niedermotzing (Die Fähre bestand bis 1924; erste schriftliche Nachweise finden sich aus dem Jahr 1382.)
- Fähre zwischen Niederachdorf und Aholfing (etwa um das Jahr 1860 errichtet, 1979 eingestellt)
- Donaufähre zwischen dem Gut Kiefelmauth und Irling – Gmünd (älteste ehemalige Fährstelle „Küfelmauth“. Entstanden aus einer Salzzollstelle um 1200, durch einen Streit zwischen den Bischöfen Konrad von Regensburg (1186–1204) und Wolfker von Passau. Die Fähre ist bereits 1399 als Urfahr mit einem Farm bezeugt. Das Fährrecht lag auf dem Gut, 1966 wurde sie stillgelegt; das Fährhäuschen besteht heute noch.)

### Medien
Die im Gemeindebereich meistverbreitete Tageszeitung ist das Straubinger Tagblatt. Vierteljährlich erscheint zudem das KIRO, das gemeindeeigene Infomagazin.

### Bankenwesen
- Raiffeisenbank Straubing eG, Geldautomat in Kirchroth
- Sparkasse Niederbayern-Mitte, Filiale in Kirchroth

## Bildung und Kultur

### Bildungseinrichtungen
- Zwei Kindertagesstätten in Kirchroth und Pondorf (hier auch mit einer Naturgruppe)
- Kinderkrippe in Kirchroth
- Alois-Reichenberger-Grundschule Kirchroth[17]
- Volkshochschule Straubing-Bogen, Außenstelle Kirchroth

Der Grundschulstandort Pondorf wurde zwecks zurückgehender Schülerzahlen 2010 aufgehoben und in Kirchroth integriert.

### Feuerwehrwesen
Es gibt neun Freiwillige Feuerwehren in den Ortschaften Niederachdorf, Pondorf, Pillnach, Oberzeitldorn, Obermiethnach, Aufroth, Kößnach, Pittrich und Kirchroth.

### Freizeit
Der 18-Loch-Meisterschaftsplatz des Golfclubs Straubing Stadt und Land, das Naherholungsgebiet Parkstetten-Kirchroth mit verschiedenen Badeseen, eine Asphaltstockbahn in Krumbach sowie Sportplätze in Kirchroth, Oberzeitldorn und Obermiethnach befinden sich im Gemeindebereich.

### Veranstaltungen
Jedes Jahr am zweiten Adventswochenende wird ein Christkindlmarkt sowie im zweijährigen Rhythmus ein großer Faschingszug von der Gemeindeverwaltung organisiert.

### Jugend
Der katholische Burschenverein Niederachdorf-Hofdorf, die KLJB Kirchroth sowie einige Jugendfeuerwehren bilden die Jugendorganisationen in der Gemeinde Kirchroth.

## Ehrenbürger
- Matthias Marquart (1909–1982), Wallfahrtsdirektor
- Anton Keck (1905–1983), Bischöflich-Geistlicher Rat
- Alfred Dick (1927–2005), Staatsminister a. D.
- Nikolaus Paulus (1929–2013),

Bischöflich-Geistlicher Rat
- Konrad Dobmeier (* 1935), Bischöflich-Geistlicher Rat
- Heinrich Sußbauer (1944–2013), Pfarrer
- Karl Wanninger (1945–2018), Altbürgermeister
- Josef Wallner (* 1951), Altbürgermeister

Quelle: 